# Kiroroのうた①
『Kiroroのうた①』（キロロのうた1）は、Kiroroの1枚目のベスト・アルバム。2002年2月21日発売。発売元はビクターエンタテインメント。規格品番はVICL-60835。2004年9月22日に廉価盤がリリース。規格品番はVICL-41117。

## 収録曲
作詞・作曲：玉城千春／編曲：重実徹（特記以外）
1. 長い間
2. 未来へ
3. 冬のうた
4. Best Friend
5. すてきだね
  - 作詞：玉城千春・冨着若菜
  - 1997年にリリースされたインディーズシングル。
6. 僕らはヒーロー
7. 結婚しようね
8. 笑っていようね
  - 作曲：Kiroro
9. ウソツキ
10. フォトグラフ
  - 編曲：Kiroro
  - インディーズ時代からライブで歌われ続けてファンに根強い人気のある楽曲。
11. 好きよ
  - 新曲。
12. 月の夜
  - 作詞：金城綾乃／作曲：Kiroro
  - 新曲。

## 演奏
- 重実徹
  - Keyboards (#1.2.3.5.7.8.9.11.12)
  - Piano (#4.6)
  - Organ (#4)
  - Computer Programming (#8.9.11.12)
- 古川昌義：Acoustic Guitar (#1.3)
- 渡辺等
  - Wood Bass (#1.3.4)
  - Electric Bass (#5)
- 野口明彦：Drums (#1.3.4.5)
- Joeストリングス：Strings (#1.3)
- 梶原順
  - Electric Guitar (#2.5)
  - Acoustic Guitar (#2)
- 美久月千晴：Bass (#2.12)
- 湊雅史：Drums (#2)
- 柴山洋：Oboe (#3)
- 小倉博和
  - Acoustic Guitar (#4)
  - Guitar (#12)
- Ken Muraoka：Harmonica (#5)
- 鈴木正之：Bass (#7)
- 浜口茂外也：Percussion (#7)
- Ochiai Tohru Group：Strings (#7)
- 松原正樹：Electric Guitar (#8)
- 佐々木史郎：Flugelhorn (#8)
- 弦一徹ストリングス：Strings (#8.11)
- 林部直樹：Electric Guitar & Acoustic Guitar (#9)
- Paquito D'Rivers：Clarinet (#9)
- 三沢またろう：Percussion (#11)
- 小林太：Flugelhorn (#11)
- 渡嘉敷祐一：Drums (#12)